# ماري هاو (كاتبة)
ماري هاو (بالإنجليزية: Marie Howe)‏ هي كاتِبة وشاعرة أمريكية، ولدت في 1950 في روتشستر في الولايات المتحدة.